# Martinchel
Martinchel es una freguesia portuguesa del municipio de Abrantes, en la provincia de Ribatejo, Región Central (Región de Beiras) y subregión del Tajo Medio.  Situada cerca de la Barragem de Castelo, posee diversas empresas de ámbito turístico gracias a su proximidad a la segunda mayor laguna costera portuguesa (en superficie). Tiene 17,10 km² de área, 713 habitantes en la permanencia (2001) y Densidad: 41,7 h/km².

## Demografía
En 2011, tenía un población de 604 habitantes.